# 視聴
| ウィキペディアには「視聴」という見出しの百科事典記事はありません（タイトルに「視聴」を含むページの一覧/「視聴」で始まるページの一覧）。 代わりにウィクショナリーのページ「視聴」が役に立つかもしれません。 |